# Kittee
Kittee (Hindi किट्टी Kiṭṭī, Telugu Cheerata) ist eine in kolonialen Dokumenten der Präsidentschaft Madras der Britischen Ostindien-Kompanie mehrfach erscheinende Bezeichnung für ein Foltergerät bzw. eine Foltermethode, das zur Erpressung von Geständnissen durch die Polizei bzw. von Abgaben durch örtliche Steuereintreiber (Tahsildar, s. a. Tehsil) Verwendung fand.
Dabei handelt es sich um einen an einem Ende gespaltenen Bambusstock, in dessen offenes Ende ein Körperteil, beispielsweise eine Hand, eingepresst wurde und der anschließend als Zwinge verwendet wurde, im Effekt ähnlich wie Daumenschraube oder Spanischer Stiefel.
Die Anwendung der Folter erscheint auch im sogenannten Madras Commission Report von 1855, wo ein Augenzeuge berichtet, dass die Frauen steuersäumiger Bauern mit dem Gerät an den Brüsten gefoltert wurden.